# Asbach-Bäumenheim
Asbach-Bäumenheim là một đô thị ở huyện Donau-Ries trong bang Bayern nước Đức. Đô thị Asbach-Bäumenheim có diện tích 11,89 km².